# 定着物
定着物（ていちゃくぶつ）とは建物や立木などのような、土地に継続的に付着し、そのままの状態で使用されることが、その物の性質であると考えられるものをいう。具体例としては、建物や樹木、移動困難な庭石などが挙げられる。なお、土砂は土地そのものであり、定着物ではない。
原則として、定着物は土地の所有権に吸収され、土地の取引とともに取引される。土地と法律的運命を共にする点が大きな特徴である。